# Kuckuckslippfisch
Der Kuckuckslippfisch oder Streifenlippfisch (Labrus mixtus, Syn.: Labrus bimaculatus) ist ein Meeresfisch, der im nordöstlichen Atlantik von der Küste Südnorwegens bis zum Senegal, an den Küsten der Kanaren, Madeiras und der Azoren, im Mittelmeer, dem Skagerrak, der westlichen Nordsee (Küste Großbritanniens) und im Ärmelkanal vorkommt.

## Merkmale

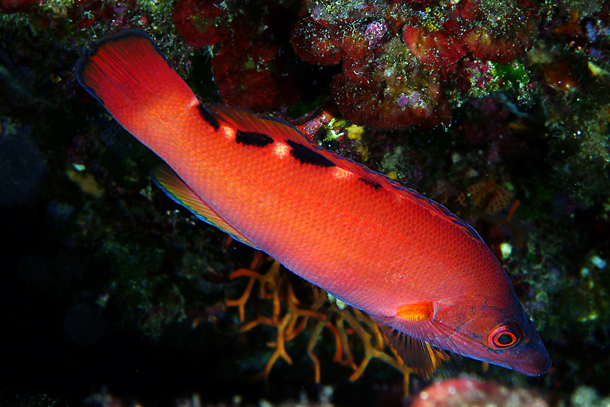
Weibchen

Der Kuckuckslippfisch hat einen langgestreckten Körper und einen langen, spitzen Kopf. Männchen werden bis zu 40 cm lang, Weibchen bleiben mit 30 cm kleiner. Am endständigen Maul befinden sich dicke, fleischige Lippen (Name). Die lange Rückenflosse wird im vorderen Bereich von Stachelstrahlen getragen.
- Flossenformel: Dorsale XVI–XVIII/11–12, Pectorale 16.
- Schuppenformel: SL 45–48.

Geschlechtsreife Männchen und Weibchen sind unterschiedlich gefärbt (Geschlechtsdimorphismus). Die Männchen sind braun oder gelb und haben blaue Längslinien auf den Flanken, am Kopf und auf den Flossen. In der Laichzeit haben sie einen weißen Fleck auf der Stirn. Die Weibchen sind rot oder orange und haben auf dem Rücken, unter dem hinteren Bereich der Rückenflosse, drei schwarze und vier weiße Flecken, die in einer Reihe angeordnet sind.

## Lebensweise
Kuckuckslippfische leben einzeln oder paarweise an algenbewachsenen Felsen oder Posidonia-Wiesen in Wassertiefen von 2 bis 200 m. Sie sind tagaktiv und verstecken sich nachts in Felsspalten oder Höhlen. Ihre Nahrung besteht überwiegend aus Krebsen, sie fressen aber auch Würmer, Weichtiere und kleine Fische.

## Fortpflanzung
Die Laichzeit erstreckt sich im Nordostatlantik von Mai bis Juli, und im Mittelmeer von März bis Juni. Kuckuckslippfische werden mit zwei Jahren geschlechtsreif und sind protogyne Zwitter, das heißt, dass bei ihnen zunächst die weiblichen und erst später die männlichen Geschlechtsprodukte reifen. Als Männchen grenzen sie in der Laichzeit Reviere ab und bauen in flache Mulden ein Nest aus Algen, das sie aggressiv bewachen. Die geschlüpften Jungfische leben pelagisch und ziehen mit einer Größe von 5 cm an die Küsten. Kuckuckslippfische können bis zu 17 Jahre alt werden.